# Mellansjön (Hjärsås socken, Skåne)
Mellansjön är en sjö i Östra Göinge kommun i Skåne och ingår i Helge ås huvudavrinningsområde.